# 齊準
齊準（1499年—？），字平甫，四川成都左護衛旗籍陝西臨潼縣人，明朝政治人物。

## 生平
四川鄉試第四十三名舉人。嘉靖二十年（1541年）中式辛丑科會試第六十七名，登第二甲第五十五名進士。任户部主事，壽八十卒。

## 家族
曾祖齊志學；祖父齊忠；父齊仕寬，母李氏；繼母蔣氏。具庆下。